# كريستوفر إس. فريند
كريستوفر إس. فريند هو سياسي أمريكي، ولد في 21 ديسمبر 1972 في Big Flats, New York ‏ في الولايات المتحدة. نشط حزبياً في الحزب الجمهوري. وقد انتخب عضو جمعية ولاية نيويورك ‏.

## وصلات خارجية
- الموقع الرسمي